# اکالیفا
اکالیفا (نام علمی: Acalypha) یا دُم‌گربه‌ای نام یک سرده از تیرهٔ فرفیونیان است. این جنس در حدود ۲۵۰ گونه گیاه علفی یا درختچه‌ای دارد که بومی مناطق گرمسیری و نیمه‌گرمسیری جهان هستند. گونه‌های چندی از آنها جنبه زینتی دارند و بخاطر داشتن برگ‌های زیبا در گلخانه‌ها پرورش داده می‌شوند.